# Насагаев, Муса
Муса Насагаев (чечен. Насаги Муса; род. 23 декабря 1958 года, Казахская ССР, СССР — 8 февраля 2020 года, Грузия) — чеченский поэт, автор-исполнитель (бард) военных песен, связанных с Чечнёй. Участник первой и второй российско-чеченских войн и Басаевского рейда на Будённовск. Указом президента Чеченской Республики Ичкерия Джохара Дудаева был удостоен высшей государственной наградой ЧРИ — орденом: «Герой Нации».

## Биография
Муса Насагаев родился 23 декабря 1958 года в Казахской ССР.
Известный чеченский бард. В 90-е годы его песни обрели широкую популярность в Чечне. Скончался 8 февраля 2020 года в Грузии после длительной болезни.
Муса пел некоторые из своих песен с сарказмом. Самая известная из них — «Я ж боевик»:

«Аллею градом завалило, когда-то здесь гуляли мы. Дома Россия разбомбила, а нас зовут: „боевики“! Я ж боевик ещё с пеленок, Боря! Меня учили воевать. Ещё ползти не обученный, я был учен высотки брать…»